# Monocentris japonica
Monocentris japonica is een straalvinnige vissensoort uit de familie van denappelvissen (Monocentridae). De wetenschappelijke naam van de soort is, als Gasterosteus japonicus, voor het eerst geldig gepubliceerd in 1782 door Houttuyn.